# Jan Strmeň
Jan Strmeň (* 26. prosince 1991, Havířov, Česko) je český hokejový brankář, chytající za Banes Motor České Budějovice.

## Kariéra
S hokejem začal v rodilém Havířově. První start mezi muži zažil v sezoně 2011/12 v týmu Piráti Chomutov, jenž hrál druhou ligu. V klubu zůstal a následující roky chodil i na hostování do jiných klubů. V roce 2018 se stal členem týmu ČEZ Motor České Budějovice. I nadále zde působí a zastává pozici brankářské dvojky.

### Externí Odkazy
- Jan Strmeň – statistiky na Elite Prospects (anglicky)
- Profil – Jan-Strmen